# Stazione di Sassuolo Quattroponti
La stazione di Sassuolo Quattroponti è una fermata ferroviaria posta sulla linea Modena-Sassuolo, a servizio della periferia nord del comune di Sassuolo, in provincia di Modena.

## Storia
La fermata venne attivata il 1º aprile 1883, contestualmente al resto della linea, con sede presso una casa cantoniera.
Dal 13 giugno 2022 al 9 dicembre 2023 la fermata è stata priva di traffico ferroviario, per via dei lavori di realizzazione un sovrappasso ferroviario sull'ex Strada statale 467 di Scandiano, in sostituzione di un passaggio a livello, con la conseguente interruzione della circolazione ferroviaria tra Formigine e la stazione di Sassuolo Terminal.

## Strutture e impianti
La fermata è dotata di un unico binario, servito da un marciapiede alto (55 cm), che consente l'incarrozzamento a raso. Non sono presenti sottopassi.
Il sistema di informazioni ai viaggiatori è sonoro e video.

## Movimento
La fermata è servita dai treni regionali in servizio sulla tratta Modena-Sassuolo. I treni sono svolti da Trenitalia Tper nell'ambito del contratto di servizio stipulato con la Regione Emilia-Romagna.
Dal 15 settembre 2019 i treni di questa linea sono cadenzati ogni 40 minuti.
La bigliettazione è svolta da Seta S.p.A e Trenitalia Tper. Lungo i marciapiedi sono presenti obliteratrici.
A novembre 2019, la stazione risultava frequentata da un traffico giornaliero medio di circa 311 persone (142 saliti + 169 discesi).